# Вебстер, Августин
Августин Вебстер  (англ. Augustine Webster, XV век — 4 мая 1535, Тайберн, Лондон) — святой Римско-католической церкви, монах из монашеского ордена картезианцев, мученик.

## Биография
Августин Вебстер получил образование в Кембриджском университете. Августин Вебстер был настоятелем церкви Пресвятой Девы Марии в Эпуэрте, картезианского монастыря в графстве Линкольншир. В 1531 году по приказу Томаса Кромвеля Августин Вебстер был заключён в тюрьму за отказ принести присягу английскому королю, после чего был казнён.

## Прославление
Августин Вебстер был канонизирован Римским папой Павлом VI в 1970 году в группе 40 английских и уэльских мучеников.
День памяти в Католической церкви — 25 октября.